# 1,3,5-三溴苯
1,3,5-三溴苯是一种有机溴化合物，化学式C6H3Br3。它的晶体和1,3,5-三氯苯同构。它可通过苯胺和溴在盐酸中反应生成2,4,6-三溴苯胺，然后再与硫酸和亚硝酸钠反应产生：
它和甲醇钠在130 °C下反应，生成3,5-二溴苯酚。
1,3,5-三溴苯和甲醇钠如果在氯化亚铜和甲酸甲酯催化下反应，则会产生1,3,5-三甲氧基苯。1,3,5-三溴苯和苯硼酸发生铃木反应，可得1,3,5-三苯基苯。